# Liste des gares de la Haute-Garonne

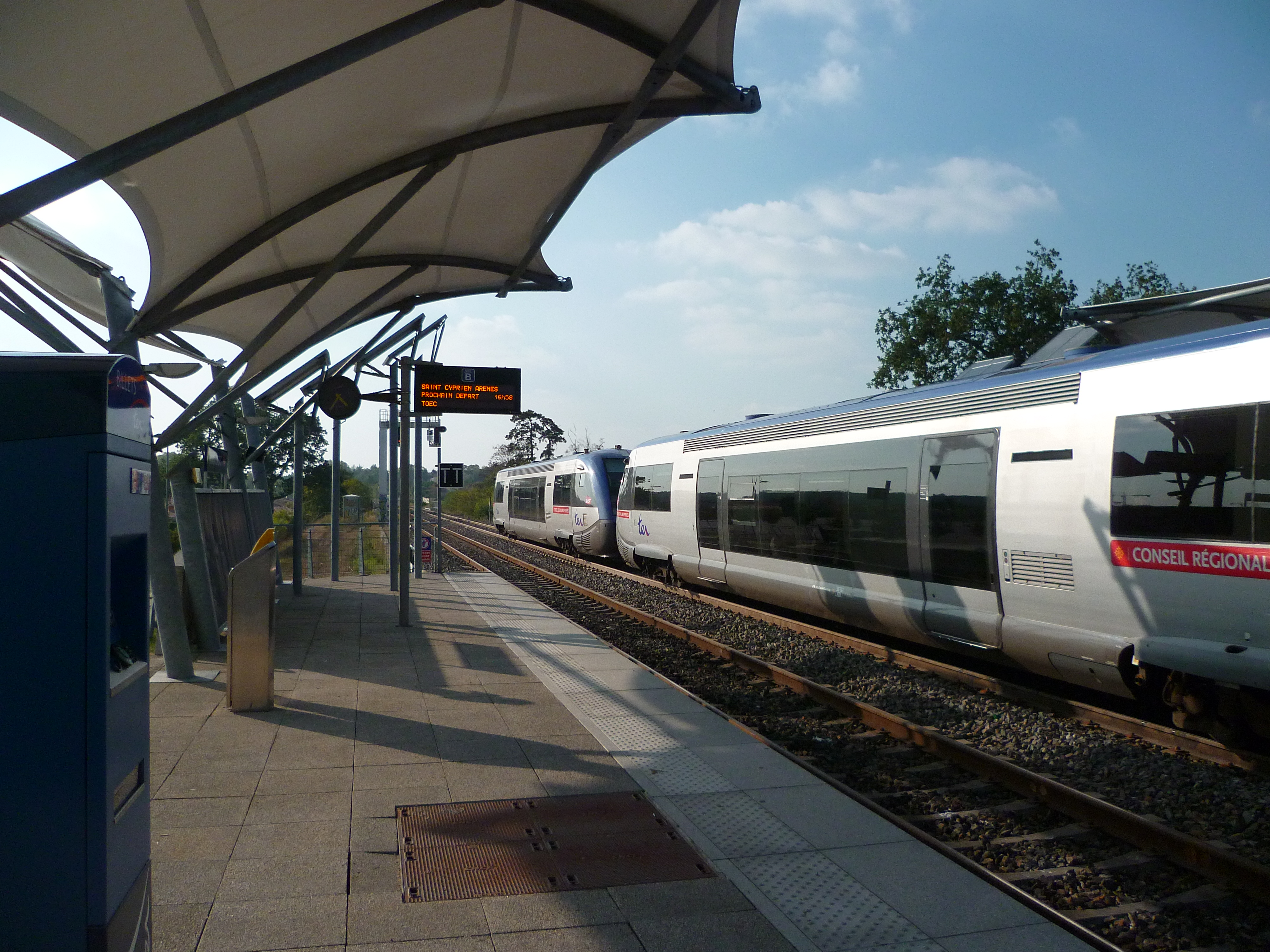
Un X 73500 en gare des Ramassiers

La liste des gares de la Haute-Garonne, est une liste des gares ferroviaires, haltes ou arrêts, situées dans le département de la Haute-Garonne, en région Occitanie.
Liste actuellement non exhaustive, les gares fermées sont en italique.

## Gares ferroviaires des lignes du réseau national

### Gares ouvertes au trafic voyageurs
- Gare d'Auterive
- Gare d'Avignonet
- Gare de Baziège
- Gare de Boussens
- Gare de Brax - Léguevin
- Gare de Carbonne
- Gare de Castelnau-d'Estrétefonds
- Gare de Cazères
- Gare de Cintegabelle
- Gare de Colomiers
- Gare de Colomiers-Lycée International
- Gare d'Escalquens
- Gare de Gallieni-Cancéropôle
- Gare de Gragnague
- Gare de Labarthe-Inard
- Gare de Labège-Innopole
- Halte de Labège-Village
- Gare de Lardenne
- Gare du Fauga
- Gare des Ramassiers
- Gare de Lestelle
- Gare de Longages - Noé
- Gare de Luchon
- Gare de Marignac - Saint-Béat
- Gare de Martres-Tolosane
- Gare de Mérenvielle
- Gare de Montastruc-la-Conseillère
- Gare de Montaudran
- Gare de Montlaur
- Gare de Montrabé
- Gare de Montréjeau - Gourdan-Polignan
- Gare de Muret
- Gare de Pibrac
- Gare de Pins-Justaret
- Gare de Portet-Saint-Simon
- Gare de Buzet - Roquesérière
- Gare Saint-Agne
- Gare de Saint-Cyprien-Arènes
- Gare de Saint-Gaudens
- Gare de Saint-Jory
- Gare de Saint-Martin-du-Touch
- Gare de Saint-Martory
- Gare du TOEC
- Gare de Toulouse-Matabiau
- Gare de Venerque - Le Vernet
- Gare de Villefranche-de-Lauragais
- Gare de Villenouvelle

### Gares fermées au trafic voyageurs: situées sur une ligne en service
- Gare de Fenouillet - Saint-Alban
- Gare de Martres-de-Rivière
- Gare de Revel - Sorèze
- Gare de Roques
- Gare de Saint-Julien-sur-Garonne

### Gares fermées au trafic voyageurs: situées sur une ligne fermée
- Gare d'Auriac
- Gare d'Aurin
- Gare d'Aussonne
- Gare d'Aspet-Fontagnère
- Gare d'Aspet-Sarradère
- Gare de Blagnac
- Gare de Blajan - Nizors
- Gare de Boulogne-sur-Gesse
- Halte de Bontemps
- Gare de Cadours
- Gare de Caraman
- Halte de Cizerolles
- Gare de Cornebarrieu
- Halte de la Croix du Pouech
- Gare de Daux
- Halte de Drémil-Lafage
- Gare de Drudas
- Gare d'Escanecrabe
- Gare de Fonsegrives
- Gare de Fonsorbes
- Halte de Fourtous
- Gare de Forgues
- Gare de Galembrun
- Gare de Grenade
- Gare de L'Isle-en-Dodon
- Halte de Lamasquère
- Halte de Lardenne-Bourg
- Halte de Lardenne-Rond-Point
- Gare de Lanta
- Gare de Launac
- Gare de Lespiteau - Encausse
- Gare de Lévignac
- Gare de Loubens
- Gare de Mascarville
- Gare de Merville
- Halte de Miramont
- Gare de Mondonville
- Gare de Montaigut
- Gare de Montauriol
- Gare de Montegut
- Halte de l'Ormeau
- Gare de Plaisance-du-Touch
- Gare de Pointis-Inard - Ganties
- Gare de Puysségur
- Halte de Rieucazé
- Gare de Rieumes
- Halte de la Sabatière
- Gare de Saint-Cézert
- Gare de Saint-Clar-de-Rivière
- Gare de Saint-Julia
- Gare de Saint-Laurent - Salerm
- Gare de Saint-Lys
- Gare de Saint-Pé-Delbosc
- Gare de Sainte-Foy-de-Peyrolières
- Gare de Seysses
- Gare de Soueich
- Halte des Terrisses
- Gare de Toulouse-Roguet
- Gare de Toulouse-Saint-Sauveur
- Gare de Tournefeuille
- Halte de Villarel

## Les lignes ferroviaires

### En service
- Ligne de Bordeaux-Saint-Jean à Sète-Ville
- Ligne de Toulouse à Bayonne
- Ligne de Saint-Agne à Auch
- Ligne de Portet-Saint-Simon à Puigcerda
- Ligne de Brive-la-Gaillarde à Toulouse-Matabiau via Capdenac
- Ligne de Castelnaudary à Revel (fret uniquement)

### Désaffectée
- Ligne de Toulouse à Boulogne-sur-Gesse
- Ligne de Toulouse à Cadours
- Ligne de Toulouse-Roguet à Sabarat
- Ligne de Toulouse à Revel
- Ligne de Carbonne au Mas-d'Azil
- Ligne de Revel à Castres
- Ligne de Saint-Gaudens à Aspet